# Trdnjava Nizva
Trdnjava Nizva je velik grad v mestu Nizva v Omanu, zgrajena v 17. stoletju. Je priljubljena turistična destinacija.

## Zgodovina
V 1650-ih je trdnjavo zgradil drugi Ja'rubi; imam sultan Bin Saif Al Ja'rubi, čeprav njegova osnovna struktura sega v 12. stoletje. Je najbolj obiskan narodni spomenik Omana. Trdnjava je bila upravni sedež oblasti za vodilne imame in valis v času miru in konfliktov. Glavni del trdnjave je nastajal približno 12 let in je bil zgrajen nad podzemnim tokom. Trdnjava je močan opomnik o pomenu mesta v burnih obdobjih dolge zgodovine Omana. Bilo je mogočno oporišče proti roparskim silam, ki so si želele bogatega naravnega bogastva Nizve in njene strateške lokacije na križišču vitalnih poti.

## Položaj
Zasnova trdnjave odraža omansko arhitekturno iznajdljivost v dobi Ja’rubija, in je bila priča precejšnjemu napredku vojaških trdnjav in uvedbi bojevanja z minometom. Glavni del trdnjave je njen ogromen bobnu podoben stolp, ki se dviga 30 metrov nad tlemi in ima premer 36 metrov. Močni temelji trdnjave segajo 30 metrov v zemljo, del stolpa pa je zapolnjen s skalami, odpadki in ruševinami. Vrata so debela nekaj centimetrov, stene pa so zaobljene in robustne, oblikovane tako, da prenesejo silovite strele minometnega ognja. Na vrhu stolpa je 24 odprtin za ogenj z minometom.
Dva topova varujeta vhod v trdnjavo, ki se odpre v labirint soban, dvoran z visokimi stropi, vrat, teras, ozkih stopnišč in hodnikov. Štirje topovi so ostali na vrhu stolpa, manj od skupno 24, ki so nekoč služili kot glavna ognjena moč trdnjave. Zagotovili so popolno 360-stopinjsko pokritost okoliškega podeželja, zaradi česar je bilo praktično nemogoče presenetljiv napad na trdnjavo, ne da bi izzvali odgovor topov. Na enem od njih je vgravirano ime imama sultana bin Saifa. Drugega, iz mesta Boston, so leta 1840 predstavili prvemu omanskemu veleposlaniku v Združenih državah Amerike. Naokoli ležijo grude topovskih krogel, deformirane zaradi rje in starosti.
Zasnova stolpa, skupaj z obzidjem, stolpiči, skrivnimi jaški, lažnimi vrati in vodnjaki, vključuje veliko arhitekturnih prevar. Dostop do vrha je mogoč samo po ozkem zavitem stopnišču, ki ga zapirajo težka lesena vrata, posejana s kovinskimi konicami, ki izčrpavajo sovražnika in ovirajo njihov napredek do vrha stolpa. Tisti, ki jim je uspelo preteči ovire, so tvegali opekline zaradi vrelega olja ali vode, ki so jo polivali skozi jaške, ki so se odpirali neposredno nad vsakim nizom vrat in se imenujejo mašikule. Kot alternativa olju in vodi je prav prišel tudi datljev sirup, tekočina, ki se je cedila iz vreč z datlji, shranjenih v posebnih kleteh. Trdnjava je bila zgrajena nad podzemnim tokom, ki je ob dolgotrajnem obleganju zagotavljal stalno oskrbo z vodo. Več cistern znotraj utrjenega kompleksa je prav tako zagotavljalo obilo zalog. Podzemne kleti so hranile hrano in strelivo. Okoli vrha poteka obzidje, ki ga je uporabljalo 120 stražarjev, ki so bdeli nad okoliško pokrajino in so bili oboroženi z mušketami in kremenovkami. Poleg tega je 480 odprtin za puške omogočilo zgoščen ogenj, če bi bila trdnjava napadena.
V temnem prehodu je približno 6 pasti, s katerimi so lahko ujeli sovražnike nepripravljene. Nekatere stopnice imajo lesene deske, ki bi jih bilo mogoče odstraniti, da bi razkrili globoke, zevajoče jame, ki bi zagotovo uničile vsakogar, ki bi po nesreči padel vanje.
Trdnjava je odprta od sobote do četrtka od 8.00 do 20.00 ter v petek od 8.00 do 11.30 in od 13.30 do 20.00. Vstopnine znašajo 5 OMR, 2 OMR za Omance, medtem ko gredo otroci brezplačno (10. januarja 2020).

## Turizem
V trdnjavi je zdaj muzej s podrobnostmi o zgodovini, obrti in tradiciji Nizve. Odpiralni čas je v petek omejen.